# مش بن آري

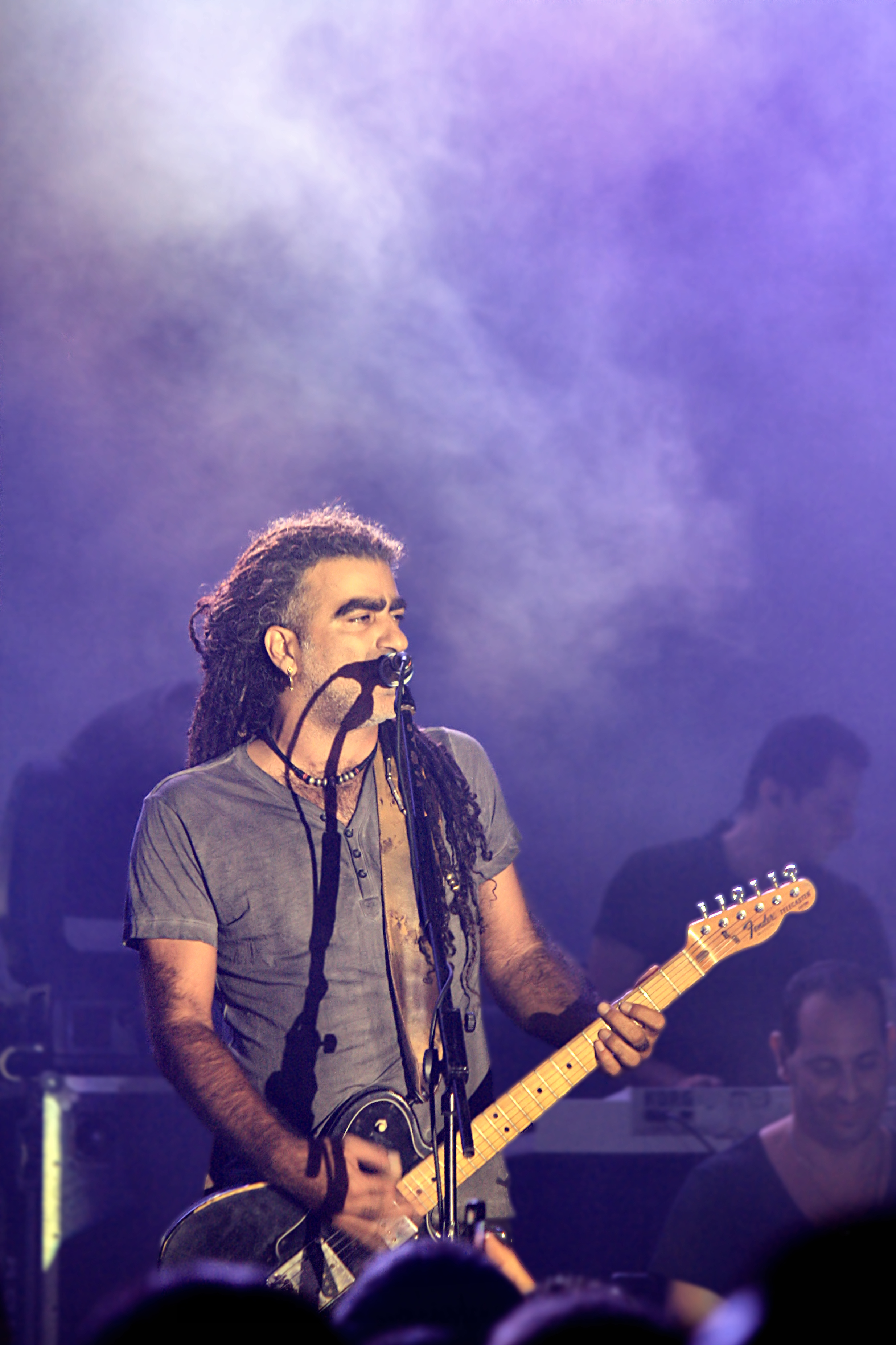
مش بن آري في أغسطس 2013

مش بن آري (بالعبرية: מוש בן ארי‏) (مواليد 21 سبتمبر 1970) موسيقي، شاعر غنائي، وملحن إسرائيلي.

## السيرة
ولد بن آري في العفولة، إسرائيل في عام 1970. قال أنه ينحدر من خلفية يهودية يمنية عراقية. وهو طفل اكتشف الموسيقى من خلال الهتافات العراقية اليهودية التقليدية التي كانت جزءا من حياته اليومية. بدأ عزف الموسيقى في سن السادسة عشر وبما أنه قد درس الموسيقى في جميع أنحاء العالم بما في ذلك في الهند، الصحراء الكبرى، وسيناء. يلعب الآلات الوترية المختلفة مثل الإيتار الصوتي والكلاسيكي، السارود الهندي، الطار الفارسي، الجمبوش التركي، الغنبيري المغربي، وكمان أجهر. في عام 1997 أسست مع عدد قليل من أصدقائه فرقة عالم الموسيقى السبع التي أصدرت أربعة ألبومات وقامت بجولة في العالم أت من خلالها العشرات من العروض في المهرجانات والفعاليات المرموقة. في عام 2001 قدم لأول مرة ألبوم منفرد بعنوان (أد إيلاي). في عام 2004 أطلق ألبومه الثاني (طريقة) الذي رفعه لمصاف أحد أهم المغنيين وكتاب الأغاني في إسرائيل. من خلال هذا الألبوم حاز على الاسطوانة الذهبية في إسرائيل. في عام 2006 أصدر بن آري الألبوم الثالث بعنوان الماسة. تم إنتاج كل من ألبوماته بواسطة شركة الموسيقى الإسرائيلية غلوباليف للموسيقى العالمية. موسيقى وأداء بن آري هو احتفال بين التجديد والتقليد وأيضا مزيج بين موسيقى الروك، السول، الريغي، والموسيقى العالمية جنبا إلى جنب مع صوته الفريد الغني من نوعه.
بن آري هو أيضا دي جي.
أقام حفل في سنترال بارك يوم 29 يونيو 2008.

## روابط خارجية
- مش بن آري على موقع IMDb (الإنجليزية)
- مش بن آري على موقع IMDb (الإنجليزية)
- مش بن آري على موقع ميوزك برينز (الإنجليزية)
- مش بن آري على موقع ميوزك برينز (الإنجليزية)
- مش بن آري على موقع أول ميوزيك (الإنجليزية)
- مش بن آري على موقع ديسكوغز (الإنجليزية)